# Seyssuel
Seyssuel är en kommun i departementet Isère i regionen Auvergne-Rhône-Alpes i sydöstra Frankrike. Kommunen ligger i kantonen Vienne-Nord som tillhör arrondissementet Vienne. År 2022 hade Seyssuel 2 168 invånare.

## Befolkningsutveckling
Antalet invånare i kommunen Seyssuel
Referens:INSEE